# USS Duc de Lauzun
USS Duc de Lauzun – okręt amerykański.
Pierwotnie był to celny statek brytyjski. Amerykanie kupili go w październiku 1782 roku w Dover (Anglia), a wyposażyli w Nantes (Francja) dla Floty Kontynentalnej. Nazwany na cześć księcia de Lauzun.
W styczniu 1783 „Duc de Lauzun” przewiózł z Hawany do Filadelfii hiszpańskie subsydium dla rządu USA w wysokości 72.000 dalerów.
Na pokładzie okrętu przewieziono do Francji informację o kapitulacji Charlesa Cornwallisa, po tej misji okręt został wynajęty Francji i służył do przewiezienia do domu powracających z wojny o niepodległość Stanów Zjednoczonych francuskich żołnierzy.